# AS卡巴沙
AS卡巴沙（AS Kabasha） 是一支位于民主刚果戈马的足球俱乐部，目前为民主刚果最高级别联赛刚果民主共和国足球甲级联赛球队。（页面存档备份，存于）

## 非战成绩
- 非洲聯盟盃: 参赛1次

2006 - 预赛